# KAA Gent in het seizoen 2005/06
Dit artikel beschrijft de prestaties van de Belgische voetbalclub KAA Gent in het seizoen 2005-2006.

## Gebeurtenissen

### Zomermercato
Het seizoen 2005/06 was het tweede seizoen van KAA Gent met Georges Leekens als hoofdcoach. Middenvelder Christophe Grégoire werd aangetrokken van RSC Anderlecht. De Ierse spits Dominic Foley van Bohemians Dublin werd aangetrokken nadat hij indruk gemaakt had bij hun wedstrijd tegen Gent in de Intertoto (zie verder). Daarnaast versterkte Gent de rangen met onder meer spits Mohammed Aliyu Datti (Standard Luik) en verdedigers Blessing Chinedu (FK Vardar Skopje) en Kenny Thompson (Germinal Beerschot).
Drie spelers vertrokken naar promovendus Zulte Waregem: Matthieu Verschuere, Tjörven De Brul en Tim Matthys (deze laatste op huurbasis). Daarnaast vertrok David Van Hoyweghen naar Sint-Truiden en Nordin Jbari naar La Louvière. Zézéto werd verhuurd aan zijn oude club KSK Beveren. Het contract van Maboula Ali Lukunku werd ontbonden.
Bij de ploegvoorstelling stelde voorzitter Ivan De Witte het komende seizoen te mikken op een plaats in de top-vijf.

### Intertoto en eerste competitiehelft
Het seizoen ging voor KAA Gent reeds op 18 juni van start met de eerste wedstrijd van de Intertoto. In de eerste ronde wisten ze het Ierse Bohemians Dublin uit te schakelen en in de tweede ronde het Tsjechische FC Tescoma Zlín. In de derde ronde trof Gent het Spaanse Valencia. De heenwedstrijd in het Ottenstadion eindigde op 0-0. De terugwedstrijd in Valencia verloor Gent met 2-0 na doelpunten van Villa en Kluivert.
In de competitie misten de Buffalo's hun start met een één op zes tegen Zulte Waregem en La Louvière. De daaropvolgende wedstrijden verbeterden de resultaten met onder meer een thuiszege tegen KRC Genk op 10 september. Na een zege tegen FC Brussels op speeldag 7 kwam Gent op een gedeelde vierde plaats te staan. Van de laatste zes wedstrijden van de heenronde kon Gent er slechts één winnen, namelijk thuis tegen Standard. De Buffalo's sloten de heenronde daardoor af op de tiende plaats.
Eind december schakelden de Buffalo's Cercle Brugge uit in de 1/8e finale van de beker met strafschoppen. Doelman Frédéric Herpoel speelde daarbij een hoofdrol door een strafschop te stoppen en er zelf één om te zetten.

### Wintermercato
Tijdens de wintertransferperiode trok Gent middenvelder Nebojša Pavlović aan van het Servische FK Rad. Daarnaast werden ook de Chileense verdediger Jean Beausejour van Grêmio en de Kameroense spits Ernest Webnje Nfor van Sable Batié aangetrokken. Zézéto werd verkocht aan het Oekraïense Metaloerh Donetsk.

### Slot van de competitie
Na de winterstop hervatte Gent de competitie met drie overwinningen op rij. Ook de heenwedstrijd van de kwartfinales van de beker eindigde op een zege, het werd 2-1 tegen Standard. Standard won de terugwedstrijd op 8 maart met 4-2 en maakte zo een einde aan het Gentse bekeravontuur voor dit seizoen. In de competitie stond Gent op een gedeelde zesde plaats na een nederlaag tegen KSV Roeselare enkele dagen eerder. Zowel de spelers als trainer Leekens kregen na de bekeruitschakeling felle kritiek van voorzitter De Witte.
De daaropvolgende competitiewedstrijden wist Gent zich te herpakken met vijf zeges op rij. De meest spraakmakende daarvan was een 4-1 thuiszege tegen aartsrivaal Club Brugge op 1 april, waarbij Boussoufa drie van de vier Gentse doelpunten voor zijn rekening nam. Door de zegereeks was Gent tot de vierde plaats opgeklommen, op één punt van Club Brugge, dat derde stond.
Op de voorlaatste speeldag kon Anderlecht zich in het Ottenstadion van de titel verzekeren mits winst tegen Gent (dat Boussoufa moest missen door een blessure). De wedstrijd eindigde op een gelijkspel, waardoor Anderlecht nog even moest wachten om zich kampioen te noemen. Op de laatste speeldag versloeg Gent Standard voor eigen publiek met 0-2 en rondde de competitie daarmee af op de vierde plaats. Dit eindresultaat was vooral te danken aan de terugronde, waarin Gent 39 punten op 51 had gehaald. De vierde plaats leverde Gent opnieuw een plaats op in de Intertoto voor het volgende seizoen.

## Spelerskern
| Nr.           | Naam                  | Nationaliteit                         | Geboortedatum | Competitie | Competitie | Beker | Beker | Andere | Andere | Europees | Europees | Totaal | Totaal | Bij de club sinds | Laatste club        | Positie |
| Nr.           | Naam                  | Nationaliteit                         | Geboortedatum | W          |            | W     |       | W      |        | W        |          | W      |        | Bij de club sinds | Laatste club        | Positie |
| ------------- | --------------------- | ------------------------------------- | ------------- | ---------- | ---------- | ----- | ----- | ------ | ------ | -------- | -------- | ------ | ------ | ----------------- | ------------------- | ------- |
| Keepers       |                       |                                       |               |            |            |       |       |        |        |          |          |        |        |                   |                     |         |
| 23            | Frédéric Herpoel      | Vlag van België                       | 16-08-1974    | 34         | 0          | 4     | 0     | 0      | 0      | 5        | 0        | 43     | 0      | 1997              | RSC Anderlecht      | DM      |
| 29            | Peter Mollez          | Vlag van België                       | 23-09-1983    | 0          | 0          | 0     | 0     | 0      | 0      | 0        | 0        | 0      | 0      | 2005              | Cercle Brugge       | DM      |
| 1             | Zlatko Runje(1)       | Vlag van Kroatië                      | 09-12-1979    | 0          | 0          | 0     | 0     | 0      | 0      | 1        | 0        | 1      | 0      | 2004              | Hajduk Split        | DM      |
| Verdedigers   |                       |                                       |               |            |            |       |       |        |        |          |          |        |        |                   |                     |         |
| 2             | Dario Smoje           | Vlag van Kroatië                      | 19-09-1978    | 30         | 1          | 2     | 0     | 0      | 0      | 6        | 0        | 38     | 1      | 2005              | NK Zagreb           | CV      |
| 3             | Damir Mirvić          | Vlag van Bosnië en Herzegovina        | 30-11-1982    | 17         | 0          | 1     | 0     | 0      | 0      | 1        | 0        | 19     | 0      | 2005              | FK Sarajevo         | CV      |
| 4             | Blessing Chinedu      | Vlag van Nigeria                      | 22-11-1976    | 15         | 0          | 4     | 0     | 0      | 0      | 0        | 0        | 19     | 0      | 2005              | FK Vardar Skopje    | CV      |
| 5             | Jean Beausejour(3)    | Vlag van Chili                        | 01-06-1984    | 0          | 0          | 0     | 0     | 0      | 0      | 0        | 0        | 0      | 0      | 2006              | Grêmio              | LB; LM  |
| 6             | Nicolas Lombaerts     | Vlag van België                       | 20-03-1985    | 31         | 1          | 3     | 0     | 0      | 0      | 6        | 0        | 40     | 1      | 2004              | Club Brugge         | CV; LB  |
| 7             | Stephen Laybutt       | Vlag van Australië                    | 03-09-1977    | 26         | 0          | 4     | 0     | 0      | 0      | 6        | 0        | 36     | 0      | 2004              | Excelsior Moeskroen | CV; LB  |
| 15            | Yngvar Håkonsen       | Vlag van Noorwegen                    | 29-01-1978    | 10         | 0          | 1     | 0     | 0      | 0      | 6        | 1        | 17     | 1      | 2005              | FC Lyn Oslo         | LB      |
| 17            | Kenny Thompson        | Vlag van België                       | 26-04-1985    | 18         | 1          | 1     | 0     | 0      | 0      | 1        | 0        | 20     | 1      | 2005              | Germinal Beerschot  | LB      |
| 24            | Ludovic Buysens(2)    | Vlag van België                       | 13-03-1986    | 0          | 0          | 0     | 0     | 0      | 0      | 0        | 0        | 0      | 0      | 2004              | Eigen jeugd         | CV      |
| 26            | Erdinç Kurtulus       | Vlag van België                       | 25-11-1985    | 0          | 0          | 0     | 0     | 0      | 0      | 0        | 0        | 0      | 0      | 2005              | Eigen jeugd         | RB      |
| Middenvelders |                       |                                       |               |            |            |       |       |        |        |          |          |        |        |                   |                     |         |
| 8             | Jovica Trajcev(2)     | Vlag van Noord-Macedonië              | 09-01-1981    | 3          | 0          | 0     | 0     | 0      | 0      | 2        | 0        | 5      | 0      | 2005              | FK Vardar Skopje    | CVM     |
| 8             | Nebojša Pavlović(3)   | Vlag van Servië                       | 09-04-1981    | 11         | 1          | 1     | 0     | 0      | 0      | 0        | 0        | 12     | 1      | 2006              | FK Rad              | CVM     |
| 9             | Mbark Boussoufa       | Vlag van Nederland · Vlag van Marokko | 15-08-1984    | 28         | 9          | 3     | 1     | 0      | 0      | 6        | 0        | 37     | 10     | 2004              | Chelsea             | CAM; LV |
| 14            | Christophe Grégoire   | Vlag van België                       | 20-04-1980    | 27         | 8          | 4     | 1     | 0      | 0      | 0        | 0        | 31     | 9      | 2005              | RSC Anderlecht      | LM      |
| 16            | Steve Cooreman        | Vlag van België                       | 29-12-1976    | 15         | 1          | 1     | 0     | 0      | 0      | 5        | 0        | 21     | 1      | 2004              | Germinal Beerschot  | RM      |
| 19            | Mamar Mamouni         | Vlag van Algerije                     | 28-02-1976    | 23         | 1          | 3     | 0     | 0      | 0      | 6        | 0        | 32     | 1      | 2004              | La Louvière         | CVM     |
| 20            | Wouter Vrancken       | Vlag van België                       | 03-02-1979    | 30         | 7          | 4     | 0     | 0      | 0      | 5        | 1        | 39     | 8      | 2004              | Sint-Truiden        | CVM     |
| 21            | Davy De Beule         | Vlag van België                       | 07-11-1981    | 31         | 3          | 3     | 2     | 0      | 0      | 3        | 0        | 37     | 5      | 2005              | KSC Lokeren         | RM      |
| 27            | Tim Matthys(1)        | Vlag van België                       | 23-12-1983    | 0          | 0          | 0     | 0     | 0      | 0      | 2        | 0        | 2      | 0      | 2004              | KSV Sottegem        | RM      |
| ?             | Steve De Ridder(2)    | Vlag van België                       | 25-02-1987    | 0          | 0          | 0     | 0     | 0      | 0      | 0        | 0        | 0      | 0      | 2004              | Eigen jeugd         | CAM; SP |
| Aanvallers    |                       |                                       |               |            |            |       |       |        |        |          |          |        |        |                   |                     |         |
| 10            | Mohammed Aliyu Datti  | Vlag van Nigeria                      | 14-03-1982    | 23         | 2          | 3     | 0     | 0      | 0      | 3        | 0        | 29     | 2      | 2005              | Standard Luik       | SP      |
| 11            | Sandy Martens         | Vlag van België                       | 23-12-1972    | 28         | 2          | 4     | 1     | 0      | 0      | 3        | 1        | 35     | 4      | 2004              | Club Brugge         | SP; RB  |
| 12            | Zéphirin Zoko         | Vlag van Ivoorkust                    | 13-09-1977    | 21         | 5          | 4     | 0     | 0      | 0      | 2        | 0        | 27     | 5      | 2005              | KV Oostende         | SP      |
| 13            | Nenad Mladenovic(2)   | Vlag van Servië                       | 13-12-1978    | 10         | 0          | 0     | 0     | 0      | 0      | 4        | 0        | 14     | 0      | 2005              | Metaloerh Donetsk   | SP      |
| 13            | Ernest Webnje Nfor(3) | Vlag van Kameroen                     | 28-04-1986    | 1          | 0          | 0     | 0     | 0      | 0      | 0        | 0        | 1      | 0      | 2006              | Sable Batié         | SP      |
| 18            | Nordin Jbari(1)       | Vlag van België                       | 05-02-1975    | 0          | 0          | 0     | 0     | 0      | 0      | 3        | 1        | 3      | 1      | 2004              | Cercle Brugge       | SP      |
| 18            | Dominic Foley         | Vlag van Ierland                      | 07-07-1976    | 25         | 6          | 4     | 3     | 0      | 0      | 0        | 0        | 29     | 9      | 2005              | Bohemians Dublin    | SP      |
| 22            | Mamadou Diop(1)       | Vlag van Senegal · Vlag van Frankrijk | 01-02-1984    | 1          | 0          | 0     | 0     | 0      | 0      | 3        | 0        | 4      | 0      | 2005              | Troyes AC           | SP      |

DM: Doelman, RB: Rechtsback, CV: Centrale verdediger, LB: Linksback, CVM: Verdedigende middenvelder, CM: Centrale middenvelder, RM: Rechtsmidden, LM: Linksmidden, CAM: Aanvallende middenvelder, RV: Rechter vleugelspits, LV: Linker vleugelspits, CA: Hangende spits, SP: Diepste spits, : Aanvoerder

(1): verliet de club tijdens de zomertransferperiode (zie verder) maar speelde er in het begin van het seizoen nog enkele wedstrijden

(2): enkel eerste seizoenshelft bij KAA Gent; zie wintertransfers uitgaand

(3): enkel tweede seizoenshelft bij KAA Gent; zie wintertransfers inkomend

## Uitrustingen
Shirtsponsor(s): VDK bank (borst), Crawford & Company (rug)

Sportmerk: Nike
| Thuis | Uit | Doelman | Doelman | Doelman |

## Technische staf
| Functie            | Naam                  | Nationaliteit |
| ------------------ | --------------------- | ------------- |
| Hoofdtrainer/coach | Georges Leekens       | België        |
| Assistent-coach    | Freddy Heirman        | België        |
| Assistent-coach    | Etienne De Wispelaere | België        |
| Keeperstrainer     | Danny Vandevelde      | België        |

## Transfers

### ingaand
| Naam                 | Land                     | Positie | Van                | Type         |       |
| zomer                | zomer                    | zomer   | zomer              | zomer        | zomer |
| -------------------- | ------------------------ | ------- | ------------------ | ------------ | ----- |
| Blessing Chinedu     | Vlag van Nigeria         | V       | FK Vardar Skopje   |              |       |
| Mohammed Aliyu Datti | Vlag van Nigeria         | A       | Standard Luik      | transfervrij |       |
| Dominic Foley        | Vlag van Ierland         | A       | Bohemians Dublin   | transfervrij |       |
| Christophe Grégoire  | Vlag van België          | M       | RSC Anderlecht     | aankoop      |       |
| Nenad Mladenovic     | Vlag van Oekraïne        | A       | Metaloerh Donetsk  | transfervrij |       |
| Peter Mollez         | Vlag van België          | DM      | Cercle Brugge      | transfervrij |       |
| Kenny Thompson       | Vlag van België          | V       | Germinal Beerschot | transfervrij |       |
| Jovica Trajcev       | Vlag van Noord-Macedonië | M       | FK Vardar Skopje   |              |       |
| Zéphirin Zoko        | Vlag van Ivoorkust       | A       | KV Oostende        | transfervrij |       |
| winter               |                          |         |                    |              |       |
| Jean Beausejour      | Vlag van Chili           | V       | Grêmio             | transfervrij |       |
| Ernest Webnje Nfor   | Vlag van Kameroen        | A       | Sable Batié        | transfervrij |       |
| Nebojša Pavlović     | Vlag van Servië          | M       | FK Rad             | transfervrij |       |

### Uitgaand
| Naam                | Land                                  | Positie | Naar                                 | Type               |       |
| zomer               | zomer                                 | zomer   | zomer                                | zomer              | zomer |
| ------------------- | ------------------------------------- | ------- | ------------------------------------ | ------------------ | ----- |
| Philippe Buysens    | Vlag van België                       | V       | Zulte Waregem                        | transfervrij       |       |
| Jonathan Constancia | Vlag van Nederland                    | A       | MVV Maastricht                       | transfervrij       |       |
| Tjörven De Brul     | Vlag van België                       | V       | Zulte Waregem                        | transfervrij       |       |
| Björn De Coninck    | Vlag van België                       | V       | KSV Roeselare                        | verhuur            |       |
| Mamadou Diop        | Vlag van Senegal · Vlag van Frankrijk | A       | Sporting West Ingelmunster-Harelbeke | verhuur            |       |
| Bart Goossens       | Vlag van België                       | V       | VW Hamme                             | verkoop            |       |
| Nordin Jbari        | Vlag van België                       | A       | La Louvière                          | transfervrij       |       |
| Maboula Ali Lukunku | Vlag van Congo-Kinshasa               | A       | -                                    | contract ontbonden |       |
| Tim Matthys         | Vlag van België                       | M       | Zulte Waregem                        | verhuur            |       |
| Mustapha N'Daw      | Vlag van Gambia                       | A       | B68 Toftir                           | transfervrij       |       |
| Zlatko Runje        | Vlag van Kroatië                      | DM      | -                                    | contract ontbonden |       |
| David Van Hoyweghen | Vlag van België                       | V       | Sint-Truiden                         | transfervrij       |       |
| Olivier Van Impe    | Vlag van België                       | DM      | Verbroedering Meldert                | transfervrij       |       |
| Matthieu Verschuere | Vlag van Frankrijk                    | M       | Zulte Waregem                        | transfervrij       |       |
| Venance Zézé        | Vlag van Ivoorkust                    | A       | KSK Beveren                          | verhuur            |       |
| winter              |                                       |         |                                      |                    |       |
| Ludovic Buysens     | Vlag van België                       | V       | Eendracht Aalst                      | verhuur            |       |
| Steve De Ridder     | Vlag van België                       | M       | Eendracht Aalst                      | verhuur            |       |
| Nenad Mladenovic    | Vlag van Servië                       | A       | Deinze                               | verhuur            |       |
| Jovica Trajcev      | Vlag van Noord-Macedonië              | M       | Deinze                               | verhuur            |       |
| Venance Zézé        | Vlag van Ivoorkust                    | A       | Metaloerh Donetsk                    | verkoop            |       |

## Oefenwedstrijden
| Datum              | Thuisploeg      | Uitslag | Uitploeg      |
| ------------------ | --------------- | ------- | ------------- |
| 12/07/2005 - 19:30 | KV Oostende     | 1-3     | KAA Gent      |
| 20/07/2005 - 19:30 | VW Hamme        | 2-2     | KAA Gent      |
| 28/07/2005 - 17:30 | KAA Gent        | 1-1     | FC Groningen  |
| 30/07/2005 - 17:30 | RKC Waalwijk    | 1-1     | KAA Gent      |
| 25/08/2005 - 19:00 | KSV Sottegem    | 2-5     | KAA Gent      |
| 10/01/2006 - 19:30 | KSK Maldegem    | 0-0     | KAA Gent      |
| 14/01/2006 - 15:00 | KAA Gent        | 1-0     | Zulte Waregem |
| 17/01/2006 - 19:30 | Eendracht Aalst | 1-2     | KAA Gent      |

## Jupiler Pro League

### Wedstrijden
| Jupiler Pro League                                                |                                                        |                     |                                             | |                                                   |
| Wedstrijddetails                                                  | Thuisploeg                                             | Uitslag             | Uitploeg                                    | Opstelling | Kaarten                                           |
| Heenronde                                                         |                                                        |                     |                                             | |                                                   |
| 6 augustus 2005 20:00 Jules Ottenstadion Gent                     | KAA Gent                                               | 1-3                 | SV Zulte Waregem                            | Herpoel Cooreman, Smoje, Laybutt, Lombaerts (78' Håkonsen) De Beule, Mamouni (75' Trajčev), Vrancken, Boussoufa Datti, Mladenovic (71' Diop)        | 86' Smoje                                         |
| 6 augustus 2005 20:00 Jules Ottenstadion Gent                     | De Beule 43'                                           | 0-1 1-1 1-2 1-3     | 36' Sergeant 53' Leleu 85' Van Nieuwenhuyze | Herpoel Cooreman, Smoje, Laybutt, Lombaerts (78' Håkonsen) De Beule, Mamouni (75' Trajčev), Vrancken, Boussoufa Datti, Mladenovic (71' Diop)        | 86' Smoje                                         |
| 12 augustus 2005 20:30 Stade Communal du Tivoli La Louvière       | La Louvière                                            | 1-1                 | KAA Gent                                    | Herpoel Cooreman, Smoje, Laybutt, Lombaerts De Beule, Mamouni, Vrancken, Håkonsen (86' Thompson) Datti, Mladenovic (89' Martens)                    | 65' Laybutt 72' Vrancken                          |
| 12 augustus 2005 20:30 Stade Communal du Tivoli La Louvière       | Sánchez 84'                                            | 0-1 1-1             | 37' Datti                                   | Herpoel Cooreman, Smoje, Laybutt, Lombaerts De Beule, Mamouni, Vrancken, Håkonsen (86' Thompson) Datti, Mladenovic (89' Martens)                    | 65' Laybutt 72' Vrancken                          |
| 20 augustus 2005 20:00 Jules Ottenstadion Gent                    | KAA Gent                                               | 1-0                 | Cercle Brugge                               | Herpoel Cooreman, Smoje, Laybutt, Lombaerts (87' Chinedu) De Beule (89' Thompson), Mamouni, Vrancken, Grégoire Datti, Mladenovic (79' Martens)      | 64' Thompson 88' Grégoire                         |
| 20 augustus 2005 20:00 Jules Ottenstadion Gent                    | Vrancken 58'                                           | 1-0                 |                                             | Herpoel Cooreman, Smoje, Laybutt, Lombaerts (87' Chinedu) De Beule (89' Thompson), Mamouni, Vrancken, Grégoire Datti, Mladenovic (79' Martens)      | 64' Thompson 88' Grégoire                         |
| 27 augustus 2005 20:00 Olympisch Stadion Antwerpen                | Germinal Beerschot                                     | 2-1                 | KAA Gent                                    | Herpoel Cooreman (46' Martens), Smoje, Laybutt, Lombaerts (74' Thompson) De Beule, Mamouni (62' Datti), Vrancken, Grégoire Boussoufa, Mladenovic    | 21' Mamouni 41' Grégoire                          |
| 27 augustus 2005 20:00 Olympisch Stadion Antwerpen                | Öztürk 35' Dosunmu 52'                                 | 1-0 2-0 2-1         | 73' Boussoufa                               | Herpoel Cooreman (46' Martens), Smoje, Laybutt, Lombaerts (74' Thompson) De Beule, Mamouni (62' Datti), Vrancken, Grégoire Boussoufa, Mladenovic    | 21' Mamouni 41' Grégoire                          |
| 10 september 2005 18:00 Jules Ottenstadion Gent                   | KAA Gent                                               | 2-0                 | KRC Genk                                    | Herpoel Smoje, Chinedu, Lombaerts, Thompson De Beule (75' Grégoiré), Mamouni, Vrancken, Boussoufa Datti (87' Martens), Foley (77' Zoko)             | 48' Chinedu 50' Boussoufa                         |
| 10 september 2005 18:00 Jules Ottenstadion Gent                   | Thompson 2' Vrancken 40'                               | 1-0 2-0             |                                             | Herpoel Smoje, Chinedu, Lombaerts, Thompson De Beule (75' Grégoiré), Mamouni, Vrancken, Boussoufa Datti (87' Martens), Foley (77' Zoko)             | 48' Chinedu 50' Boussoufa                         |
| 16 september 2005 20:30 Le Canonnier Moeskroen                    | Excelsior Moeskroen                                    | 1-2                 | KAA Gent                                    | Herpoel Smoje, Chinedu, Lombaerts, Thompson (68' Håkonsen) De Beule (87' Mirvić), Mamouni, Vrancken, Boussoufa Grégoire, Datti (46' Zoko)           | 28' Mamouni 88' Chinedu 90' Vrancken              |
| 16 september 2005 20:30 Le Canonnier Moeskroen                    | Tailson 28'                                            | 0-1 0-2 1-2         | 6' Grégoire 26' Mamouni                     | Herpoel Smoje, Chinedu, Lombaerts, Thompson (68' Håkonsen) De Beule (87' Mirvić), Mamouni, Vrancken, Boussoufa Grégoire, Datti (46' Zoko)           | 28' Mamouni 88' Chinedu 90' Vrancken              |
| 20 september 2005 20:45 Jules Ottenstadion Gent                   | KAA Gent                                               | 2-1                 | FC Brussels                                 | Herpoel Smoje, Chinedu, Lombaerts, Thompson De Beule (83' Cooreman), Mamouni, Grégoire (68' Håkonsen) Zoko (56' Datti), Martens, Boussoufa          | 22' Smoje 67' Datti 68' Boussoufa                 |
| 20 september 2005 20:45 Jules Ottenstadion Gent                   | Boussoufa 13' Grégoire 20'                             | 1-0 2-0 2-1         | 63' Kargbo                                  | Herpoel Smoje, Chinedu, Lombaerts, Thompson De Beule (83' Cooreman), Mamouni, Grégoire (68' Håkonsen) Zoko (56' Datti), Martens, Boussoufa          | 22' Smoje 67' Datti 68' Boussoufa                 |
| 25 september 2005 15:00 Schiervelde Roeselare                     | KSV Roeselare                                          | 1-1                 | KAA Gent                                    | Herpoel Mirvić, Chinedu, Lombaerts, Thompson De Beule (88' Martens), Mamouni, Vrancken, Boussoufa Grégoire (46' Cooreman), Zoko (46' Mladenovic)    | 13' Mirvić 76' Cooreman                           |
| 25 september 2005 15:00 Schiervelde Roeselare                     | Vandamme 57'                                           | 1-0 1-1             | 69' Cooreman                                | Herpoel Mirvić, Chinedu, Lombaerts, Thompson De Beule (88' Martens), Mamouni, Vrancken, Boussoufa Grégoire (46' Cooreman), Zoko (46' Mladenovic)    | 13' Mirvić 76' Cooreman                           |
| 1 oktober 2005 20:00 Jules Ottenstadion Gent                      | KAA Gent                                               | 1-1                 | Lierse SK                                   | Herpoel Chinedu, Laybutt, Lombaerts, Thompson (75' Håkonsen) De Beule, Mamouni (46' Cooreman), Vrancken, Boussoufa Grégoire (87' Mladenovic), Foley | 37' Mamouni 44' Lombaerts                         |
| 1 oktober 2005 20:00 Jules Ottenstadion Gent                      | Vrancken 49'                                           | 1-0 1-1             | 84' Yakovenko                               | Herpoel Chinedu, Laybutt, Lombaerts, Thompson (75' Håkonsen) De Beule, Mamouni (46' Cooreman), Vrancken, Boussoufa Grégoire (87' Mladenovic), Foley | 37' Mamouni 44' Lombaerts                         |
| 16 oktober 2005 18:00 Stayen Sint-Truiden                         | Sint-Truiden                                           | 1-1                 | KAA Gent                                    | Herpoel Smoje, Chinedu, Laybutt Cooreman, De Beule, Vrancken, Grégoire (67' Mladenovic), Thompson (80' Håkonsen) Boussoufa, Foley                   | 11' Vrancken 76' Thompson                         |
| 16 oktober 2005 18:00 Stayen Sint-Truiden                         | M'Bonabucya 61'                                        | 1-0 1-1             | 74' Vrancken                                | Herpoel Smoje, Chinedu, Laybutt Cooreman, De Beule, Vrancken, Grégoire (67' Mladenovic), Thompson (80' Håkonsen) Boussoufa, Foley                   | 11' Vrancken 76' Thompson                         |
| 22 oktober 2005 20:00 Jules Ottenstadion Gent                     | KAA Gent                                               | 3-0                 | KSK Beveren                                 | Herpoel Smoje (82' Mirvić), Chinedu, Laybutt Cooreman, De Beule (76' Mamouni), Vrancken, Boussoufa, Thompson Datti (65' Mladenovic), Foley          | 38' Laybutt 69' De Beule                          |
| 22 oktober 2005 20:00 Jules Ottenstadion Gent                     | Foley 11' Datti 44' Boussoufa 83'                      | 1-0 2-0 3-0         |                                             | Herpoel Smoje (82' Mirvić), Chinedu, Laybutt Cooreman, De Beule (76' Mamouni), Vrancken, Boussoufa, Thompson Datti (65' Mladenovic), Foley          | 38' Laybutt 69' De Beule                          |
| 29 oktober 2005 20:00 Jan Breydelstadion Brugge                   | Club Brugge                                            | 2-1                 | KAA Gent                                    | Herpoel Smoje (25' Håkonsen), Chinedu, Laybutt Cooreman, De Beule (84' Zoko), Vrancken, Boussoufa, Mamouni Foley, Mladenovic (46' Martens)          | 18' De Beule 40' Laybutt 69' Vrancken 89' Mamouni |
| 29 oktober 2005 20:00 Jan Breydelstadion Brugge                   | Portillo 23' Portillo 73'                              | 1-0 2-0 2-1         | 82' Foley                                   | Herpoel Smoje (25' Håkonsen), Chinedu, Laybutt Cooreman, De Beule (84' Zoko), Vrancken, Boussoufa, Mamouni Foley, Mladenovic (46' Martens)          | 18' De Beule 40' Laybutt 69' Vrancken 89' Mamouni |
| 4 november 2005 21:30 Jules Ottenstadion Gent                     | KAA Gent                                               | 1-2                 | KSC Lokeren                                 | Herpoel Mirvić, Chinedu, Cooreman (46' Martens), Lombaerts De Beule (84' Mamouni), Vrancken, Boussoufa, Thompson Datti (37' Zoko), Foley            | 16' Boussoufa                                     |
| 4 november 2005 21:30 Jules Ottenstadion Gent                     | Martens 55'                                            | 0-1 0-2 1-2         | 9' Drulic 34' Drulic                        | Herpoel Mirvić, Chinedu, Cooreman (46' Martens), Lombaerts De Beule (84' Mamouni), Vrancken, Boussoufa, Thompson Datti (37' Zoko), Foley            | 16' Boussoufa                                     |
| 19 november 2005 19:00 Stade du Pays de Charleroi Charleroi       | Sporting Charleroi                                     | 2-0                 | KAA Gent                                    | Herpoel Martens, Chinedu (46' Smoje), Laybutt, Lombaerts Vrancken, Trajčev (46' Zoko), Mamouni De Beule (83' Cooreman), Foley, Grégoire             | 25' Chinedu 73' Mamouni 76' Smoje 85' Martens     |
| 19 november 2005 19:00 Stade du Pays de Charleroi Charleroi       | Defays 25' Sterchele 83'                               | 1-0 2-0             |                                             | Herpoel Martens, Chinedu (46' Smoje), Laybutt, Lombaerts Vrancken, Trajčev (46' Zoko), Mamouni De Beule (83' Cooreman), Foley, Grégoire             | 25' Chinedu 73' Mamouni 76' Smoje 85' Martens     |
| 14 december 2005 21:30 Jules Ottenstadion Gent                    | KAA Gent                                               | 0-1                 | KVC Westerlo                                | Herpoel Martens, Smoje, Laybutt, Lombaerts Mamouni (70' De Beule), Vrancken, Boussoufa Zoko (65' Datti), Foley, Grégoire                            | 38' Zoko 66' Laybutt                              |
| 14 december 2005 21:30 Jules Ottenstadion Gent                    |                                                        | 0-1                 | 81' De Wilde                                | Herpoel Martens, Smoje, Laybutt, Lombaerts Mamouni (70' De Beule), Vrancken, Boussoufa Zoko (65' Datti), Foley, Grégoire                            | 38' Zoko 66' Laybutt                              |
| 2 december 2005 21:30 Constant Vanden Stockstadion Anderlecht     | RSC Anderlecht                                         | 3-0                 | KAA Gent                                    | Herpoel Laybutt, Mamouni, Lombaerts Martens, Håkonsen, De Beule (72' Mladenovic), Vrancken Datti (46' Cooreman), Foley, Boussoufa                   | 3' Håkonsen 10' De Beule 68' Mamouni              |
| 2 december 2005 21:30 Constant Vanden Stockstadion Anderlecht     | Tihinen 43' Mpenza 45' Mpenza 62'                      | 1-0 2-0 3-0         |                                             | Herpoel Laybutt, Mamouni, Lombaerts Martens, Håkonsen, De Beule (72' Mladenovic), Vrancken Datti (46' Cooreman), Foley, Boussoufa                   | 3' Håkonsen 10' De Beule 68' Mamouni              |
| 11 december 2005 14:00 Jules Ottenstadion Gent                    | KAA Gent                                               | 2-1                 | Standard Luik                               | Herpoel Martens (85' Mirvić), Smoje, Laybutt, Lombaerts Vrancken, Grégoire, Håkonsen (82' Thompson) Zoko (87' Datti), Foley, Boussoufa              | 57' Håkonsen 66' Laybutt                          |
| 11 december 2005 14:00 Jules Ottenstadion Gent                    | Grégoire 45' Zoko 62'                                  | 0-1 1-1 2-1         | 13' Rapaic                                  | Herpoel Martens (85' Mirvić), Smoje, Laybutt, Lombaerts Vrancken, Grégoire, Håkonsen (82' Thompson) Zoko (87' Datti), Foley, Boussoufa              | 57' Håkonsen 66' Laybutt                          |
| Terugronde                                                        |                                                        |                     |                                             | |                                                   |
| 18 december 2006 14:00 Regenboogstadion Waregem                   | SV Zulte Waregem                                       | 1-2                 | KAA Gent                                    | Herpoel Martens, Smoje, Laybutt, Lombaerts Mamouni (88' Mirvić), Vrancken, Grégoire Zoko (82' Håkonsen), Foley, Boussoufa                           | 36' Vrancken 88' Mamouni                          |
| 18 december 2006 14:00 Regenboogstadion Waregem                   | Matthys 49'                                            | 0-1 1-1 1-2         | 13' Zoko 68' Grégoire                       | Herpoel Martens, Smoje, Laybutt, Lombaerts Mamouni (88' Mirvić), Vrancken, Grégoire Zoko (82' Håkonsen), Foley, Boussoufa                           | 36' Vrancken 88' Mamouni                          |
| 21 januari 2006 21:00 Jules Ottenstadion Gent                     | KAA Gent                                               | 3-0                 | La Louvière                                 | Herpoel Martens, Smoje, Laybutt, Lombaerts De Beule (55' Cooreman), Mamouni, Grégoire Zoko (84' Trajcev), Datti, Boussoufa                          | 44' Lombaerts 61' Mamouni 70' Datti               |
| 21 januari 2006 21:00 Jules Ottenstadion Gent                     | Zoko 5' Boussoufa 13' Lombaerts 23'                    | 1-0 2-0 3-0         |                                             | Herpoel Martens, Smoje, Laybutt, Lombaerts De Beule (55' Cooreman), Mamouni, Grégoire Zoko (84' Trajcev), Datti, Boussoufa                          | 44' Lombaerts 61' Mamouni 70' Datti               |
| 28 januari 2006 21:00 Jan Breydelstadion Brugge                   | Cercle Brugge                                          | 1-2                 | KAA Gent                                    | Herpoel Martens, Smoje, Laybutt, Lombaerts Vrancken, Mamouni, Grégoire Zoko (80' Cooreman), Datti (89' Mirvić), Boussoufa                           | 67' Mamouni                                       |
| 28 januari 2006 21:00 Jan Breydelstadion Brugge                   | Dekelver 88'                                           | 0-1 0-2 1-2         | 35' Vrancken 74' Zoko                       | Herpoel Martens, Smoje, Laybutt, Lombaerts Vrancken, Mamouni, Grégoire Zoko (80' Cooreman), Datti (89' Mirvić), Boussoufa                           | 67' Mamouni                                       |
| 4 februari 2006 21:00 Jules Ottenstadion Gent                     | KAA Gent                                               | 2-1                 | Germinal Beerschot                          | Herpoel Martens, Smoje, Laybutt, Lombaerts De Beule, Mirvić, Grégoire (81' Thompson) Zoko (69' Datti), Foley (89' Chinedu), Boussoufa               | 70' De Beule                                      |
| 4 februari 2006 21:00 Jules Ottenstadion Gent                     | Grégoire 27' Martens 44'                               | 1-0 2-0 2-1         | 45' Lolo                                    | Herpoel Martens, Smoje, Laybutt, Lombaerts De Beule, Mirvić, Grégoire (81' Thompson) Zoko (69' Datti), Foley (89' Chinedu), Boussoufa               | 70' De Beule                                      |
| 12 februari 2006 21:30 Fenixstadion Genk                          | KRC Genk                                               | 2-1                 | KAA Gent                                    | Herpoel Martens, Smoje, Laybutt, Lombaerts (86' Mirvić) De Beule (85' Datti), Vrancken, Grégoire (46' Mamouni) Zoko, Foley, Boussoufa               | 75' Zoko 79' Martens                              |
| 12 februari 2006 21:30 Fenixstadion Genk                          | Peeters 45' Lombaerts (own) 64'                        | 1-0 2-0 2-1         | 80' Smoje (pen.)                            | Herpoel Martens, Smoje, Laybutt, Lombaerts (86' Mirvić) De Beule (85' Datti), Vrancken, Grégoire (46' Mamouni) Zoko, Foley, Boussoufa               | 75' Zoko 79' Martens                              |
| 18 februari 2006 21:00 Jules Ottenstadion Gent                    | KAA Gent                                               | 0-0                 | Excelsior Moeskroen                         | Herpoel Martens, Smoje, Laybutt, Lombaerts De Beule, Vrancken, Grégoire Zoko (46' Datti), Foley, Boussoufa                                          | 10' Grégoire 77' Smoje 88' Laybutt                |
| 18 februari 2006 21:00 Jules Ottenstadion Gent                    |                                                        |                     |                                             | Herpoel Martens, Smoje, Laybutt, Lombaerts De Beule, Vrancken, Grégoire Zoko (46' Datti), Foley, Boussoufa                                          | 10' Grégoire 77' Smoje 88' Laybutt                |
| 26 februari 2006 19:00 Edmond Machtensstadion Sint-Jans-Molenbeek | FC Brussels                                            | 0-1                 | KAA Gent                                    | Herpoel Martens, Smoje, Chinedu, Lombaerts De Beule (89' Mirvić), Vrancken, Pavlović Datti (77' Nfor), Foley (80' Zoko), Boussoufa                  | 12' Boussoufa 36' De Beule                        |
| 26 februari 2006 19:00 Edmond Machtensstadion Sint-Jans-Molenbeek |                                                        | 0-1                 | 15' Vrancken                                | Herpoel Martens, Smoje, Chinedu, Lombaerts De Beule (89' Mirvić), Vrancken, Pavlović Datti (77' Nfor), Foley (80' Zoko), Boussoufa                  | 12' Boussoufa 36' De Beule                        |
| 4 maart 2006 21:00 Jules Ottenstadion Gent                        | KAA Gent                                               | 1-2                 | KSV Roeselare                               | Herpoel Martens, Smoje, Chinedu, Lombaerts De Beule, Vrancken, Grégoire (60' Pavlović) Datti (70' Zoko), Foley, Boussoufa                           |                                                   |
| 4 maart 2006 21:00 Jules Ottenstadion Gent                        | Boussoufa 14'                                          | 0-1 1-1 1-2         | 13' Smits 80' Malki                         | Herpoel Martens, Smoje, Chinedu, Lombaerts De Beule, Vrancken, Grégoire (60' Pavlović) Datti (70' Zoko), Foley, Boussoufa                           |                                                   |
| 11 maart 2006 21:00 Herman Vanderpoortenstadion Lier              | Lierse SK                                              | 1-3                 | KAA Gent                                    | Herpoel Martens, Smoje, Laybutt, Lombaerts De Beule (79' Mamouni), Vrancken, Pavlović, Grégoire (79' Mirvić) Foley, Boussoufa (88' Thompson)        | 34' Grégoire 50' Pavlović 69' Boussoufa           |
| 11 maart 2006 21:00 Herman Vanderpoortenstadion Lier              | Mujanovic 15'                                          | 1-0 1-1 1-2 1-3     | 26' Grégoire 46' Foley 79' Vrancken         | Herpoel Martens, Smoje, Laybutt, Lombaerts De Beule (79' Mamouni), Vrancken, Pavlović, Grégoire (79' Mirvić) Foley, Boussoufa (88' Thompson)        | 34' Grégoire 50' Pavlović 69' Boussoufa           |
| 19 maart 2006 19:00 Jules Ottenstadion Gent                       | KAA Gent                                               | 1-0                 | Sint-Truiden                                | Herpoel Martens, Smoje, Laybutt, Lombaerts (62' Mirvić) De Beule, Vrancken, Pavlović, Grégoire (88' Thompson) Foley, Boussoufa                      | 22' Boussoufa 78' Pavlović                        |
| 19 maart 2006 19:00 Jules Ottenstadion Gent                       | De Beule 27'                                           | 1-0                 |                                             | Herpoel Martens, Smoje, Laybutt, Lombaerts (62' Mirvić) De Beule, Vrancken, Pavlović, Grégoire (88' Thompson) Foley, Boussoufa                      | 22' Boussoufa 78' Pavlović                        |
| 25 maart 2006 21:00 Freethielstadion Beveren                      | KSK Beveren                                            | 0-1                 | KAA Gent                                    | Herpoel Martens, Smoje, Laybutt, Lombaerts De Beule (77' Thompson), Mirvić, Pavlović (73' Mamouni), Grégoire Foley, Datti                           | 89' Mirvić                                        |
| 25 maart 2006 21:00 Freethielstadion Beveren                      |                                                        | 0-1                 | 54' Grégoire                                | Herpoel Martens, Smoje, Laybutt, Lombaerts De Beule (77' Thompson), Mirvić, Pavlović (73' Mamouni), Grégoire Foley, Datti                           | 89' Mirvić                                        |
| 2 april 2006 18:00 Jules Ottenstadion Gent                        | KAA Gent                                               | 4-1                 | Club Brugge                                 | Herpoel Martens, Smoje, Laybutt, Lombaerts De Beule (82' Mirvić), Vrancken, Pavlović, Grégoire Foley (89' Thompson), Boussoufa (88' Datti)          | 65' Vrancken                                      |
| 2 april 2006 18:00 Jules Ottenstadion Gent                        | Boussoufa 18' De Beule 51' Boussoufa 67' Boussoufa 83' | 1-0 2-0 3-0 3-1 4-1 | 77' Portillo                                | Herpoel Martens, Smoje, Laybutt, Lombaerts De Beule (82' Mirvić), Vrancken, Pavlović, Grégoire Foley (89' Thompson), Boussoufa (88' Datti)          | 65' Vrancken                                      |
| 8 april 2006 20:00 Daknamstadion Lokeren                          | KSC Lokeren                                            | 1-2                 | KAA Gent                                    | Herpoel Martens, Smoje, Laybutt, Lombaerts De Beule (86' Mamouni), Vrancken, Pavlović, Grégoire Foley, Boussoufa                                    | 45' Boussoufa 81' Smoje                           |
| 8 april 2006 20:00 Daknamstadion Lokeren                          | Bouchouari 47'                                         | 0-1 1-1 1-2         | 10' Foley 74' Foley                         | Herpoel Martens, Smoje, Laybutt, Lombaerts De Beule (86' Mamouni), Vrancken, Pavlović, Grégoire Foley, Boussoufa                                    | 45' Boussoufa 81' Smoje                           |
| 15 april 2006 20:00 Jules Ottenstadion Gent                       | KAA Gent                                               | 2-2                 | Sporting Charleroi                          | Herpoel Martens, Smoje, Laybutt (35' Chinedu), Lombaerts De Beule (76' Zoko), Vrancken, Pavlović, Grégoire (89' Mirvić) Foley, Boussoufa            | 89' Foley                                         |
| 15 april 2006 20:00 Jules Ottenstadion Gent                       | Boussoufa 45' Zoko 89'                                 | 0-1 1-1 2-1 2-2     | 9' Oulmers 90' Kéré                         | Herpoel Martens, Smoje, Laybutt (35' Chinedu), Lombaerts De Beule (76' Zoko), Vrancken, Pavlović, Grégoire (89' Mirvić) Foley, Boussoufa            | 89' Foley                                         |
| 23 april 2006 18:00 't Kuipje Westerlo                            | KVC Westerlo                                           | 0-1                 | KAA Gent                                    | Herpoel Martens, Smoje, Mirvić, Lombaerts De Beule, Vrancken, Pavlović, Grégoire (74' Thompson) Foley, Datti (74' Zoko)                             |                                                   |
| 23 april 2006 18:00 't Kuipje Westerlo                            |                                                        | 0-1                 | 40' Foley                                   | Herpoel Martens, Smoje, Mirvić, Lombaerts De Beule, Vrancken, Pavlović, Grégoire (74' Thompson) Foley, Datti (74' Zoko)                             |                                                   |
| 30 april 2006 15:00 Jules Ottenstadion Gent                       | KAA Gent                                               | 0-0                 | RSC Anderlecht                              | Herpoel Martens, Smoje, Laybutt, Lombaerts De Beule, Vrancken, Pavlović, Grégoire Foley, Zoko (80' Datti)                                           | 37' Vrancken 50' Martens                          |
| 30 april 2006 15:00 Jules Ottenstadion Gent                       |                                                        |                     |                                             | Herpoel Martens, Smoje, Laybutt, Lombaerts De Beule, Vrancken, Pavlović, Grégoire Foley, Zoko (80' Datti)                                           | 37' Vrancken 50' Martens                          |
| 5 mei 2006 20:30 Maurice Dufrasnestadion Luik                     | Standard Luik                                          | 0-2                 | KAA Gent                                    | Herpoel Mirvić (64' Mamouni), Smoje, Laybutt, Lombaerts De Beule, Vrancken, Pavlović, Grégoire Foley, Boussoufa (80' Zoko)                          | 20' Laybutt 47' Mirvić                            |
| 5 mei 2006 20:30 Maurice Dufrasnestadion Luik                     |                                                        | 0-1 0-2             | 23' Grégoire 31' Pavlović                   | Herpoel Mirvić (64' Mamouni), Smoje, Laybutt, Lombaerts De Beule, Vrancken, Pavlović, Grégoire Foley, Boussoufa (80' Zoko)                          | 20' Laybutt 47' Mirvić                            |

### Overzicht
| Speeldag  | 1  | 2  | 3 | 4  | 5 | 6  | 7  | 8  | 9  | 10 | 11 | 12 | 13 | 14 | 15 | 16 | 17 | 18 | 19 | 20 | 21 | 22 | 23 | 24 | 25 | 26 | 27 | 28 | 29 | 30 | 31 | 32 | 33 | 34 |
| --------- | -- | -- | - | -- | - | -- | -- | -- | -- | -- | -- | -- | -- | -- | -- | -- | -- | -- | -- | -- | -- | -- | -- | -- | -- | -- | -- | -- | -- | -- | -- | -- | -- | -- |
| Resultaat | v  | g  | w | v  | w | w  | w  | g  | g  | g  | w  | v  | v  | v  | v  | v  | w  | w  | w  | w  | w  | v  | g  | w  | v  | w  | w  | w  | w  | w  | g  | w  | g  | w  |
| Punten    | 0  | 1  | 4 | 4  | 7 | 10 | 13 | 14 | 15 | 16 | 19 | 19 | 19 | 19 | 19 | 19 | 22 | 25 | 28 | 31 | 34 | 34 | 35 | 38 | 38 | 41 | 44 | 47 | 50 | 53 | 54 | 57 | 58 | 61 |
| Positie   | 12 | 13 | 9 | 12 | 9 | 8  | 6  | 6  | 6  | 7  | 6  | 7  | 8  | 9  | 9  | 10 | 10 | 9  | 9  | 7  | 6  | 6  | 7  | 6  | 8  | 6  | 6  | 5  | 4  | 4  | 4  | 4  | 4  | 4  |

### Klassement
|         |    |                                  | P  | W  | G  | V  | +  | -  | DS  | Ptn |
| ------- | -- | -------------------------------- | -- | -- | -- | -- | -- | -- | --- | --- |
| K (CL)  | 1  | RSC Anderlecht                   | 34 | 20 | 10 | 4  | 72 | 27 | 45  | 70  |
| (CL)    | 2  | R. Standard de Liège             | 34 | 19 | 8  | 7  | 51 | 28 | 23  | 65  |
| (UEFA)  | 3  | Club Brugge KV                   | 34 | 18 | 10 | 6  | 51 | 33 | 18  | 64  |
|         | 4  | KAA Gent                         | 34 | 18 | 7  | 9  | 48 | 34 | 14  | 61  |
|         | 5  | KRC Genk                         | 34 | 16 | 9  | 9  | 52 | 38 | 14  | 57  |
|         | 6  | Germinal Beerschot               | 34 | 14 | 7  | 13 | 50 | 45 | 5   | 49  |
| (beker) | 7  | SV Zulte Waregem                 | 34 | 14 | 7  | 13 | 51 | 49 | 2   | 49  |
|         | 8  | KSC Lokeren Oost-Vlaanderen      | 34 | 12 | 11 | 11 | 48 | 49 | −1  | 47  |
|         | 9  | KVC Westerlo                     | 34 | 13 | 7  | 14 | 42 | 48 | −6  | 46  |
|         | 10 | FC Brussels                      | 34 | 12 | 10 | 12 | 30 | 30 | 0   | 46  |
|         | 11 | R. Sporting du Pays de Charleroi | 34 | 11 | 12 | 11 | 39 | 39 | 0   | 45  |
| (fair)  | 12 | KSV Roeselare                    | 34 | 10 | 11 | 13 | 44 | 42 | 2   | 41  |
|         | 13 | R. Excelsior Mouscron            | 34 | 11 | 4  | 19 | 43 | 43 | 0   | 37  |
|         | 14 | Cercle Brugge KSV                | 34 | 10 | 7  | 17 | 38 | 61 | −23 | 37  |
|         | 15 | K. Sint-Truidense VV             | 34 | 8  | 10 | 16 | 36 | 49 | −13 | 34  |
|         | 16 | KSK Beveren                      | 34 | 9  | 6  | 19 | 35 | 55 | −20 | 33  |
| E       | 17 | K. Lierse SK                     | 34 | 8  | 8  | 18 | 22 | 52 | −30 | 32  |
| D       | 18 | RAA Louviéroise                  | 34 | 4  | 14 | 16 | 26 | 56 | −30 | 26  |

P: wedstrijden gespeeld, W: wedstrijden gewonnen, G: gelijke spelen, V: wedstrijden verloren, +: gescoorde doelpunten, -: doelpunten tegen, DS: doelsaldo, Ptn: totaal punten
K: kampioen, D: degradeert, E: naar eindronde, (beker): bekerwinnaar, (fair): winnaar fair-play, (CL): geplaatst voor Champions League, (UEFA): geplaatst voor UEFA-beker

## Beker van België
| Beker van België                                         |                                                    |                         |                                            | |                                               |
| Wedstrijddetails                                         | Thuisploeg                                         | Uitslag                 | Uitploeg                                   | Opstelling | Kaarten                                       |
| 1/16 finales                                             |                                                    |                         |                                            | |                                               |
| 11 november 2005 20:00 Louis Van Roeystadion Rijkevorsel | KFC Zwarte Leeuw                                   | 0-3                     | KAA Gent                                   | Herpoel Martens, Chinedu, Laybutt, Håkonsen (46' Thompson) De Beule, Vrancken, Mamouni, Boussoufa (88' Cooreman) Zoko (82' Grégoire), Foley                                         | 36' Laybutt 81' Boussoufa                     |
| 11 november 2005 20:00 Louis Van Roeystadion Rijkevorsel |                                                    | 0-1 0-2 0-3             | 10' Boussoufa 62' Martens 64' Foley (pen.) | Herpoel Martens, Chinedu, Laybutt, Håkonsen (46' Thompson) De Beule, Vrancken, Mamouni, Boussoufa (88' Cooreman) Zoko (82' Grégoire), Foley                                         | 36' Laybutt 81' Boussoufa                     |
| 1/8 finales                                              |                                                    |                         |                                            | |                                               |
| 21 december 2005 20:30 Jules Ottenstadion Gent           | KAA Gent                                           | 1-1 (4-2)               | Cercle Brugge                              | Herpoel Martens, Smoje, Laybutt, Lombaerts Mamouni, Vrancken, Grégoire Zoko (65' Chinedu), Foley, Boussoufa (108' Datti) Strafschoppen: Vrancken, Grégoire, Herpoel, Foley, Chinedu | 41' Smoje 44' Smoje 56' Vrancken 57' Grégoire |
| 21 december 2005 20:30 Jules Ottenstadion Gent           | Foley 12'                                          | 1-0 1-1                 | 76' van Mol                                | Herpoel Martens, Smoje, Laybutt, Lombaerts Mamouni, Vrancken, Grégoire Zoko (65' Chinedu), Foley, Boussoufa (108' Datti) Strafschoppen: Vrancken, Grégoire, Herpoel, Foley, Chinedu | 41' Smoje 44' Smoje 56' Vrancken 57' Grégoire |
| 1/4 finales                                              |                                                    |                         |                                            | |                                               |
| 25 januari 2006 20:30 Jules Ottenstadion Gent            | KAA Gent                                           | 2-1                     | Standard Luik                              | Herpoel Martens, Chinedu, Laybutt, Lombaerts Mamouni, Vrancken, Grégoire Datti (74' De Beule), Zoko (46' Foley), Boussoufa                                                          | 90' Boussoufa                                 |
| 25 januari 2006 20:30 Jules Ottenstadion Gent            | Grégoire 57' De Beule 93'                          | 0-1 1-1 2-1             | 45' Kovalenko                              | Herpoel Martens, Chinedu, Laybutt, Lombaerts Mamouni, Vrancken, Grégoire Datti (74' De Beule), Zoko (46' Foley), Boussoufa                                                          | 90' Boussoufa                                 |
| 8 maart 2006 20:30 Maurice Dufrasnestadion Luik          | Standard Luik                                      | 4-2                     | KAA Gent                                   | Herpoel Martens, Smoje, Chinedu (81' Datti), Laybutt, Lombaerts (73' Mirvić) De Beule (89' Zoko), Pavlović, Vrancken Foley, Grégoire                                                | 41' De Beule 66' Grégoire                     |
| 8 maart 2006 20:30 Maurice Dufrasnestadion Luik          | Tchité 35' Tchité 56' Tchité 59' Rapaic (pen.) 78' | 0-1 1-1 1-2 2-2 3-2 4-2 | 21' Foley 49' De Beule                     | Herpoel Martens, Smoje, Chinedu (81' Datti), Laybutt, Lombaerts (73' Mirvić) De Beule (89' Zoko), Pavlović, Vrancken Foley, Grégoire                                                | 41' De Beule 66' Grégoire                     |

## Europees

### Voorrondes
| Intertoto Cup                                |                                    |                 |                     | |                    |
| Wedstrijddetails                             | Thuisploeg                         | Uitslag         | Uitploeg            | Opstelling | Kaarten            |
| Eerste voorronde                             |                                    |                 |                     | |                    |
| 18 juni 2005 20:00 Dalymount Park Dublin     | Bohemians Dublin FC                | 1-0             | KAA Gent            | Runje Mirvić (60' Matthys), Smoje, Laybutt, Lombaerts, Håkonsen Cooreman, Mamouni, Vrancken Jbari, Boussoufa                                 | Jbari              |
| 18 juni 2005 20:00 Dalymount Park Dublin     | Grant 49'                          | 1-0             |                     | Runje Mirvić (60' Matthys), Smoje, Laybutt, Lombaerts, Håkonsen Cooreman, Mamouni, Vrancken Jbari, Boussoufa                                 | Jbari              |
| 25 juni 2005 19:00 Jules Ottenstadion Gent   | KAA Gent                           | 3-1             | Bohemians Dublin FC | Herpoel Smoje, Laybutt, Lombaerts Matthys (46' Diop), Cooreman, Mamouni, Vrancken, Håkonsen Jbari (83' Martens), Boussoufa (88' De Beule)    | Vrancken Boussoufa |
| 25 juni 2005 19:00 Jules Ottenstadion Gent   | Jbari 1' Håkonsen 11' Vrancken 60' | 1-0 2-0 3-0 3-1 | 75' Byrne           | Herpoel Smoje, Laybutt, Lombaerts Matthys (46' Diop), Cooreman, Mamouni, Vrancken, Håkonsen Jbari (83' Martens), Boussoufa (88' De Beule)    | Vrancken Boussoufa |
| Tweede voorronde                             |                                    |                 |                     | |                    |
| 2 juli 2005 19:00 Jules Ottenstadion Gent    | KAA Gent                           | 1-0             | FC Tescoma Zlín     | Herpoel Smoje, Laybutt, Lombaerts Mamouni, Vrancken, Håkonsen, Boussoufa Martens, Jbari (82' Mladenovic), Datti                              | Vrancken           |
| 2 juli 2005 19:00 Jules Ottenstadion Gent    | Martens 50'                        | 1-0             |                     | Herpoel Smoje, Laybutt, Lombaerts Mamouni, Vrancken, Håkonsen, Boussoufa Martens, Jbari (82' Mladenovic), Datti                              | Vrancken           |
| 10 juli 2005 18:00 Letná Zlín                | FC Tescoma Zlín                    | 0-0             | KAA Gent            | Herpoel Smoje, Laybutt, Lombaerts Cooreman, Mamouni, Trajcev, Håkonsen, Boussoufa Martens (36' Diop), Mladenovic (87' Thompson)              | Mamouni Herpoel    |
| 10 juli 2005 18:00 Letná Zlín                |                                    |                 |                     | Herpoel Smoje, Laybutt, Lombaerts Cooreman, Mamouni, Trajcev, Håkonsen, Boussoufa Martens (36' Diop), Mladenovic (87' Thompson)              | Mamouni Herpoel    |
| Derde voorronde                              |                                    |                 |                     | |                    |
| 17 juli 2005 18:00 Jules Ottenstadion Gent   | KAA Gent                           | 0-0             | Valencia CF         | Herpoel Smoje, Laybutt, Lombaerts Cooreman, Vrancken, Mamouni, Håkonsen, Boussoufa (86' De Beule) Zoko (75' Mladenovic), Datti (86' Diop)    | Datti              |
| 17 juli 2005 18:00 Jules Ottenstadion Gent   |                                    |                 |                     | Herpoel Smoje, Laybutt, Lombaerts Cooreman, Vrancken, Mamouni, Håkonsen, Boussoufa (86' De Beule) Zoko (75' Mladenovic), Datti (86' Diop)    | Datti              |
| 23 juli 2005 22:00 Estadio Mestalla Valencia | Valencia CF                        | 2-0             | KAA Gent            | Herpoel Smoje, Laybutt, Lombaerts Cooreman, Vrancken (73' Trajcev), Mamouni, Håkonsen, Boussoufa (73' De Beule) Zoko (68' Mladenovic), Datti | Vrancken Smoje     |
| 23 juli 2005 22:00 Estadio Mestalla Valencia | Villa 6' Kluivert 78'              | 1-0 2-0         |                     | Herpoel Smoje, Laybutt, Lombaerts Cooreman, Vrancken (73' Trajcev), Mamouni, Håkonsen, Boussoufa (73' De Beule) Zoko (68' Mladenovic), Datti | Vrancken Smoje     |